# Hypselosomops
Hypselosomops is een geslacht van wantsen uit de familie van de Schizopteridae. Het geslacht werd voor het eerst wetenschappelijk beschreven door Hoey-Chamberlain & Weirauch in 2016.

## Soorten
Het genus bevat de volgende soort:

- Hypselosomops pecki Hoey-Chamberlain & Weirauch, 2016